# Conops weinbergae
Conops weinbergae är en tvåvingeart som beskrevs av Camras och Chvala 1984. Conops weinbergae ingår i släktet Conops och familjen stekelflugor.
Artens utbredningsområde är Rumänien. Inga underarter finns listade i Catalogue of Life.